# Taenaris uranus
Taenaris uranus är en fjärilsart som beskrevs av Otto Staudinger 1887. Taenaris uranus ingår i släktet Taenaris och familjen praktfjärilar. Inga underarter finns listade i Catalogue of Life.